# 아롤드 오소리오
아롤드 다니엘 오소리오 모레노(스페인어: Harold Daniel Osorio Moreno, 2003년 8월 20일 ~ )는 엘살바도르의 축구 선수로 현재 미국 MLS 넥스트 프로의 시카고 파이어 II에서 미드필더로 활약하고 있다.

## 클럽 경력
2020년 알리안사 FC에서 데뷔한 이후 2022년까지 활동하며 엘살바도르 프리메라 디비시온 2021 시즌 아페르투라 우승에 일조한 뒤 2022년 8월 10일 미국 MLS 넥스트 프로의 시카고 파이어 II 유니폼으로 갈아입은 후 2023 시즌 12강 플레이오프 진출, 2024 시즌 8강 플레이오프 진출에 기여했다.

## 국가대표팀 경력
2021년 8월 21일 강호 코스타리카와의 친선 경기에서 엘살바도르 A대표팀 소속으로 국제 A매치 데뷔전을 치렀으며 2023년까지 A매치 8경기에 출전했다.